# Izatha austera
Izatha austera là một loài bướm đêm thuộc họ Oecophoridae. Nó là loài đặc hữu của New Zealand, ở đó nó is widespread throughout the North Island, with a single South Island record từ tây bắc Nelson.
Sải cánh dài 13–19 mm đối với con đực và 16.5–25 mm đối với con cái. Con trưởng thành bay từ tháng 12 đến tháng 2.